# جوشوا كيج
جوشوا كيج (بالإنجليزية: Joshua Gage)‏ هو سياسي أمريكي، ولد في 7 أغسطس 1763 في هارويتش في الولايات المتحدة، وتوفي في 24 يناير 1831 في أوغوستا في الولايات المتحدة. حزبياً، نشط في الحزب الجمهوري الديمقراطي. وقد انتخب عضو مجلس نواب ماساتشوستس وانتخب عضو مجلس النواب الأمريكي.